# Sottomissione (romanzo)
Sottomissione (in lingua originale Soumission) è un romanzo fantapolitico dello scrittore francese Michel Houellebecq, pubblicato in Europa nel gennaio del 2015. È edito in Italia da Bompiani.
Il romanzo, una satira politica, immagina un futuro nel quale un partito musulmano tradizionalista e patriarcale sia in grado di vincere le elezioni presidenziali del 2022 in Francia. Il libro divenne un caso editoriale non solo per le tematiche trattate, ma anche a causa di una macabra coincidenza: fu pubblicato nel giorno dell'attentato alla sede di Charlie Hebdo a seguito del quale l'autore sospese la promozione del romanzo in Francia.
Nel 2015 il New York Times inserì Sottomissione nella lista dei migliori 100 libri dell'anno.

## Trama
Francia 2022: alla fine del secondo mandato di François Hollande, la vittoria alle elezioni presidenziali va a favore di un partito islamico (Fratellanza Musulmana), che riesce a battere il Front National di Marine Le Pen al secondo turno, grazie all'alleanza repubblicana siglata con il Partito Socialista Francese, l'Unione per un Movimento Popolare e l'Unione dei Democratici e Indipendenti, i raggruppamenti politici di socialisti, liberali e moderati.
Il governo del nuovo presidente Mohammed Ben Abbes, musulmano di seconda generazione, nomina François Bayrou come primo ministro e impone una sorta di Sharia attenuata, cui le élite francesi si adeguano quasi con piacere, collaborando con il nuovo regime, deliziati non solo dall'idea di convertirsi ma di fare un vero e proprio atto di "sottomissione" all'Islam e al suo autoritarismo rassicurante.
Avviene lo stesso per il protagonista François, professore di letteratura quarantenne dalla vita amorosa disastrata, specialista e cultore di Huysmans, che per spirito di opportunismo e mancanza di fede nella religione cattolica, si converte all'Islam per proseguire la sua brillante carriera in Sorbona IV (divenuta ormai in tutto e per tutto un'università islamica finanziata dalla petromonarchia saudita) e per poter progettare un matrimonio combinato con una o più studentesse (la poliginia è stata legalizzata).

## Personaggi
François: il protagonista quarantaquattrenne del romanzo. Professore  nichilista di lettere moderne alla Sorbona, è un grande esperto dello scrittore decadente Huysmans. Consapevole dell'appiattimento della sua vita intellettuale, ormai da anni non è più appassionato all'insegnamento. Non riesce ad avere una relazione sentimentale stabile e, solitamente, ha dei flirt con le sue studentesse della durata di un anno accademico. Non ha più contatti con i genitori da tempo e trascorre un'esistenza vuota in un appartamento della Chinatown parigina, fra cibo etnico e alcool.
Myriam: giovane studentessa di lettere moderne ed ultima "conquista amorosa" di François. È una vivace ragazza dal look dark, proviene da una famiglia di religione ebraica e, nonostante la differenza d'età, vuole veramente bene al professore. Tuttavia, l'ascesa della Fratellanza Musulmana la costringerà a fuggire in Israele e a troncare definitivamente ogni rapporto con François.
Steve: mediocre e viscido collega di François, specialista di Rimbaud e dai dubbi meriti accademici (tant'è che si dice sia arrivato alla Sorbona soltanto coltivando i favori amorosi della rettrice Delouze). Si convertirà all'Islam allettato dal grasso stipendio offertogli dai sauditi e dalla possibilità di sposarsi con le sue studentesse.
Marie-Françoise Tanneur: specialista di Balzac, è una donna ben informata e sa tutto quel che accade all'università. È lei a prevedere che la rettrice Delouze verrà sostituita da Rediger. È sposata con Alain, un agente segreto della DGSI, che conosce bene la situazione che la Francia sta vivendo. Con l'ascesa della Fratellanza, Alain verrà sospeso dal servizio d'intelligence e Marie-Françoise perderà il posto da docente in quanto donna.
Godefroy Lempereur: giovane professore appena assunto alla Sorbona, è uno specialista di Bloy. È una eminenza grigia del blocco identitario e pare saperne parecchio sullo scontro di civiltà in atto in Francia.
Robert Rediger: nuovo rettore della Sorbona, poi sottosegretario all'università e, infine, ministro degli Esteri francese. È un sostenitore della causa palestinese e un fervente musulmano. Nato a Bruxelles, dopo una gioventù segnata dal cattolicesimo tradizionalista e dalla militanza nel movimento identitario, si è convertito all'Islam. Intelligente e calcolatore, riesce a manipolare François ed a convincerlo parimenti a diventare un maomettano per poter tornare ad insegnare alla Sorbona. È appassionato d'astronomia e di sottomissione. Paragona la sottomissione all'Islam alla sottomissione "erotica" sadomasochistica presente in Histoire d'O.
Mohammed Ben Abbes: figlio d'un droghiere tunisino, è divenuto lo spregiudicato leader della Fratellanza Musulmana.
Si atteggia da moderato, politicamente corretto. In realtà nutre smisurate ambizioni politiche di potere. Vuole infatti costruire un impero islamico sul modello dell'Impero romano e la sua figura di riferimento è addirittura Augusto. Prima di diventare presidente della Repubblica, si è assicurato che il suo partito controllasse il Ministero dell'Istruzione e che in Francia fosse applicata una sharia soft. Mira a spostare il fulcro dell'Europa verso Sud e ad accogliere nell'Unione europea i paesi arabi che si affacciano sul Mediterraneo. Il suo obiettivo finale è unificare politicamente quest'Europa allargata (e islamica), e farsi eleggere primo presidente di questa nuova entità geopolitica.

## Critica
Lo scrittore Emmanuel Carrère definì Sottomissione "un romanzo d'una straordinaria consistenza romanzesca" e considera che Michel Houellebecq, le cui premesse [...] appartengono alla stessa famiglia di quelle di 1984 di George Orwell e Il mondo nuovo di Aldous Huxley, dimostra di essere un romanziere addirittura più potente. Il giornalista Bruno de Cessole di Valeurs actuelles, scrisse: "uno scrittore [...] è colui per il quale la letteratura non fornisce risposte, ma eccelle nel formulare le domande poste dai propri tempi, e che questo è ciò che, con il talento e l'efficienza, l'autore di Sottomissione riesce a fare così bene, tanto che andrebbe condannato come una moderna Cassandra". Sempre nel medesimo articolo, il giornalista fa un parallelismo con il romanzo di Jean Raspail, Il campo dei santi, pubblicato nel 1973. Da parte sua, Michel Houellebecq nega di aver cercato la provocazione: «Non posso dire che si tratta di una provocazione nella misura in cui non dico cose che penso siano fondamentalmente sbagliate, solo per infastidire». Nonostante la copertina di Charlie Hebdo del 7 gennaio 2015 mostri un disegno di Luz beffardo nei confronti del talento divinatorio di Houellebecq, la recensione del libro ad opera di Bernard Maris è favorevole, nega che il libro attacchi l'Islam e si conclude con la frase: "Un altro bellissimo romanzo. Un altro colpo da maestro".
Per il giornalista Jérôme Dupuis, l'opera fantapolitica di Michel Houellebecq non è in alcun modo un lavoro visionario, ma solo una successione di false provocazioni. Pur ammettendo un certo stile letterario consolidato, Dupuis non ritiene il romanzo allo stesso livello di Estensione del dominio della lotta e Le particelle elementari dello stesso Houellebecq, o di Il campo dei santi di Jean Raspail.
Lo scrittore e giornalista Marc Weitzmann scrisse che Sottomissione è "il romanzo peggiore del suo autore. […] Il problema di questo nuovo libro non è solo che certe frasi risentono di una scrittura pigra, ma anche della casualità con cui il pigro Houellebecq illustra il suo punto di vista". Secondo la scrittrice Christine Angot, Sottomissione non è un romanzo semplicemente razzista, ma è anche un romanzo che "insozza chi lo legge".
Lo scrittore Antonio Scurati definì "profetico" il romanzo di Houellebecq, lodandone l'impianto narrativo e l'atteggiamento nichilista. Sciltian Gastaldi de Il Fatto Quotidiano definì il romanzo "un'occasione sprecata", sottolineando la mancanza di logica e la misoginia insite nel romanzo. Alessandro Baricco su la Repubblica recensì negativamente Sottomissione mettendone in evidenza, a suo dire, i difetti in termini di costruzione, originalità, ed inventiva. Alberto Piccinini sulla rivista Rolling Stone Italia definisce Soumission "una satira triste sulla mezza età dei maschi, sui motivi per resistere all'idea del suicidio, e immaginare una seconda vita nella disperazione dell'invecchiare. Un romanzo fondamentalmente “cinese”, sull'anestetizzarsi dei sensi e delle passioni".

## Controversie

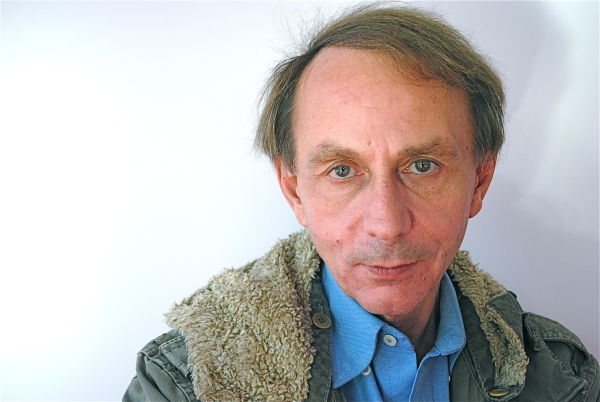
Houellebecq nel 2015

Dopo l'attentato alla sede di Charlie Hebdo del 7 gennaio 2015, Houellebecq, lasciò Parigi, dove si trovava, scortato dalla polizia per timore che anche lui fosse nel mirino degli estremisti.

In seguito è stato accusato, viceversa, di essere divenuto provocatoriamente un simpatizzante implicito dell'Islam "moderato" a causa di Sottomissione dove l'islamizzazione verrebbe presentata come un'alternativa accettabile per gli europei e i francesi. Lo stesso romanzo fu visto al contempo come un nuovo attacco all'Islam pur sotto la forma letteraria, presentando la figura di un politico musulmano che finge moderazione per avere il potere e imporre una moderata legge islamica in Francia. Houellebecq ha risposto di non voler né esaltare né attaccare l'Islam con il libro, ma provocare l'Occidente, per mettere in guardia sull'inevitabile "ritorno al sacro" (col protagonista che si converte per opportunismo personale, come un lavoro ben pagato e la possibilità di avere più mogli giovani, e secondariamente per nostalgia della fede nel cattolicesimo a cui non crede più) e accusare il nichilismo, anziché la laicità, sulla scia di autori come Michel Onfray e Oriana Fallaci (che attaccarono l'uno il nichilismo e l'altra la mancanza di valori della società europea): 
Lo stesso anno ha poi risposto ad una domanda sul suo antislamismo con le seguenti parole: «Sono un islamofobo? Probabilmente sì, uno può essere impaurito, la parola fobia significa paura piuttosto che odio».

## Curiosità
- Il romanzo mescola personaggi fittizi con persone realmente esistenti: Oltre a Marine Le Pen, anche François Hollande, François Bayrou e Jean-François Copé, tra gli altri, appaiono come personaggi della storia nel libro.[19]